# ثنائيات التناظر
الحيوانات ثنائية التناظر أو متناظرة الجانبين (بالإنجليزية: Bilateria)‏ هي مجموعة ضخمة من الأنواع الحيوانات تصنف كتحت مملكة ضمن المملكة الحيوانية. تتميز بتناظر ثنائي الجانب bilateral symmetry، وهي تحوي أغلب الشعب الحيوانية، أهم الاستثناءات الملحوظة (الشعب التي لا تتمتع بتناظر ثنائي الجانب) : شعبة الاسفنجيات وشعبة اللاسعات.
بالنسبة للقسم الأعظم، لثنائيات التناظر أجسام تتطور من ثلاث طبقات جنينية تدعى : الطبقة الداخلية، الطبقة الوسطى، الطبقة الخارجية. لهذا السبب تدعى أيضا «ذات ثلاثة طبقات» triploblastic.
تقريبا معظم هذه الحيوانات ثنائية التناظر أو قريبة من ذلك . الاستثناء الوحيد الملاحظ هو شوكيات الجلد، التي تكون متناظرة قطريا عند البالغين، في حين تكون متناظرة جانبيا في اليرقات .

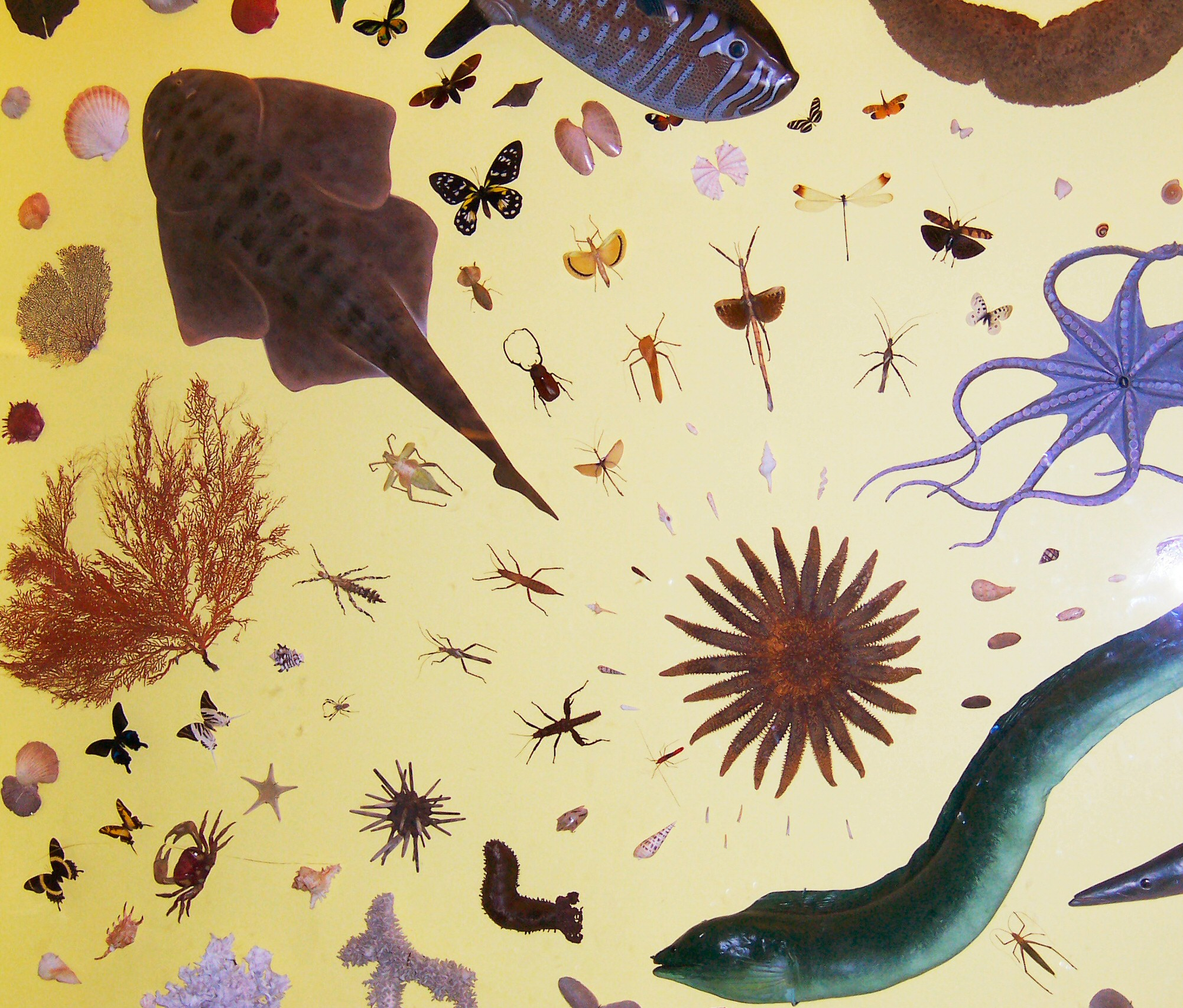
أنواع مختلفة للتناظر في الأحياء من متحف فيلد ميوزيوم بشيكاغو. يمكن لثنائيات التناظر أن يكون لها رأس. وأنواع أخرى من الأحياء ليس لها رأس ولكنها ثنائية الجانبين.

باستثناء بعض الأشكال البدائية، لثنائيات التناظر جهاز هضمي كامل مع فم منفصل ومخرج. كما أن
لمعظم ثنائيات التناظر جوف داخلي في جسمها، يدعى تجويف جسمي coelom عندما يقع في الطبقة الوسطى ويدعى pseudocoelom في الحالات الأخرى.
كان يعتقد مسبقا أن عديمات الجوف acoelomates هي أصل المجموعة الأخرى (الجوفيات) لكن تبين الآن أنه حتى في شعبة عديمات الجوف الرئيسية acoelomate phyla وهي الديدان المنبسطة وذوات الجهاز الهضمي gastrotrich يكون الغياب ثانويا.

التركيب العام للأعصاب في حيوانات "ثنائيات تناظر الجانب".

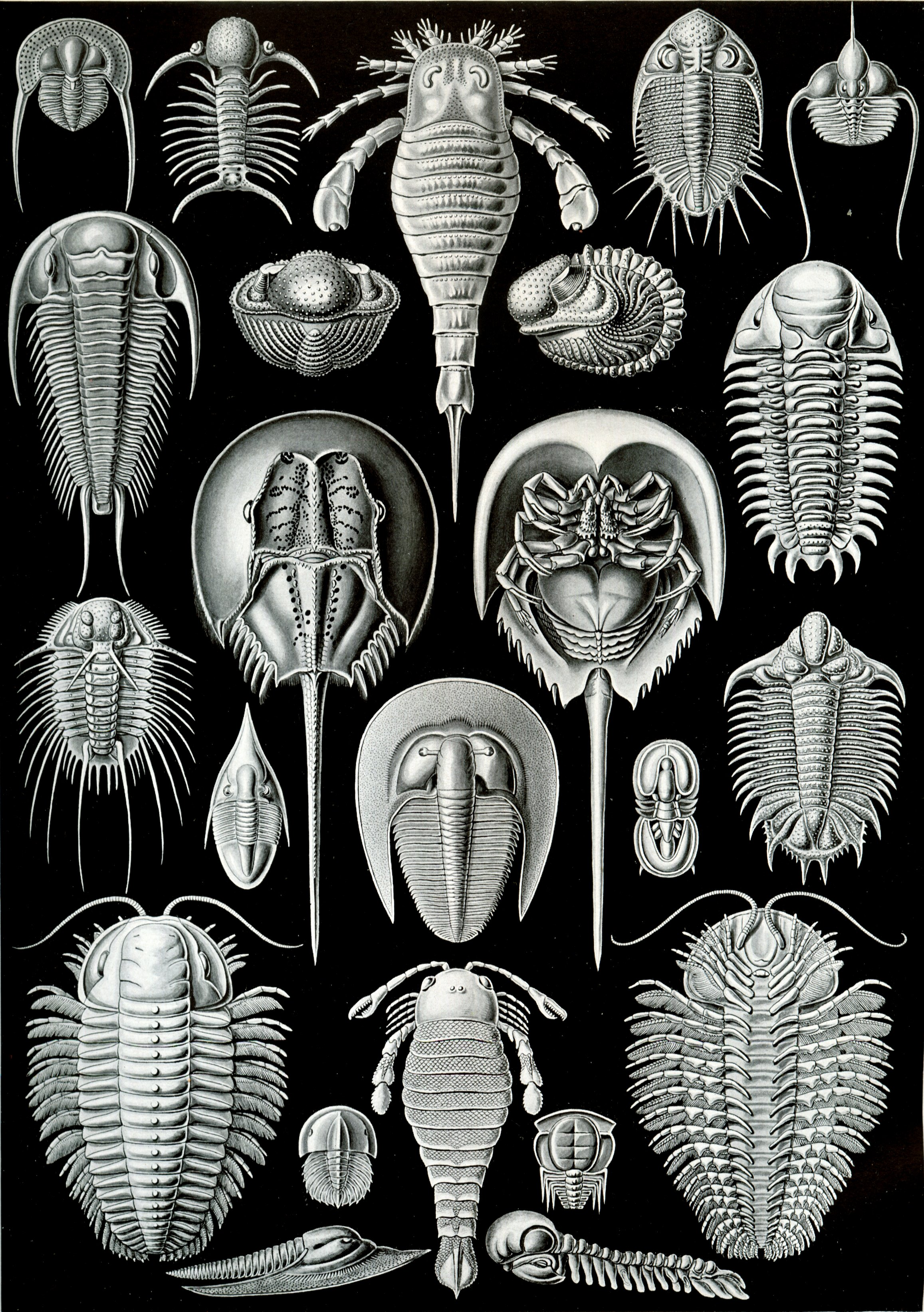
لوحة عالم الأحياء [Ernst Haeckel] التي تصف التناظر الثنائي والتناظر القطري في المملكة الحيوانية.